# Масару Ибука
Масару Ибука (на японски: 井深大), (1908–1997), е японски инженер и предприемач, един от двамата основатели на корпорацията „Сони“. Той е създател на новаторска концепция за възпитанието и обучението на децата в ранна детска възраст.

## Биография
Роден е в семейство на баща инженер. През 1933 г. завършва електротехническия факултет на университета Васеда. През 1946 г. Ибука и Акио Морита основават съвместно корпорация Sony, която първоначално е наречена „Токийска телекомуникационна инженерна корпорация“.